# Benny Wendt
Benny Wendt (4 de novembro de 1950) é um ex-futebolista sueco que atuava como atacante.

## Carreira
Wendt competiu na Copa do Mundo FIFA de 1978, sediada na Argentina, na qual a seleção de seu país terminou na décima terceira colocação dentre os 16 participantes.